# Leschenaultia cortesi
Leschenaultia cortesi là một loài ruồi trong họ Tachinidae.